# Pachuta
Pachuta és una població dels Estats Units a l'estat de Mississipi. Segons el cens del 2000 tenia 245 habitants.

## Demografia
Segons el cens del 2000, Pachuta tenia 245 habitants, 106 habitatges, i 71 famílies. La densitat de població era de 41,3 habitants per km².
Dels 106 habitatges en un 24,5% hi vivien nens de menys de 18 anys, en un 48,1% hi vivien parelles casades, en un 17,9% dones solteres, i en un 32,1% no eren unitats familiars. En el 28,3% dels habitatges hi vivien persones soles el 14,2% de les quals corresponia a persones de 65 anys o més que vivien soles. El nombre mitjà de persones vivint en cada habitatge era de 2,31 i el nombre mitjà de persones que vivien en cada família era de 2,81.
Per edats la població es repartia de la següent manera: un 21,6% tenia menys de 18 anys, un 6,5% entre 18 i 24, un 26,9% entre 25 i 44, un 24,9% de 45 a 60 i un 20% 65 anys o més.
L'edat mediana era de 43 anys. Per cada 100 dones de 18 o més anys hi havia 67 homes.
La renda mediana per habitatge era de 30.938 $ i la renda mediana per família de 35.313 $. Els homes tenien una renda mediana de 26.750 $ mentre que les dones 21.250 $. La renda per capita de la població era de 12.181 $. Entorn del 20% de les famílies i el 17,8% de la població estaven per davall del llindar de pobresa.

## Poblacions més properes
El següent diagrama mostra les poblacions més properes.